# Импиријал (Калифорнија)
Импиријал (енгл. Imperial) град је у америчкој савезној држави Калифорнија. По попису становништва из 2010. у њему је живело 14.758 становника.

## Демографија
Према попису становништва из 2010. у граду је живело 14.758 становника, што је 7.198 (95,2%) становника више него 2000. године.
| Група             | 2000.         | 2010.          |
| Белци             | 2.447 (32,4%) | 2.982 (20,2%)  |
| Афроамериканци    | 201 (2,7%)    | 331 (2,2%)     |
| Азијати           | 205 (2,7%)    | 370 (2,5%)     |
| Хиспаноамериканци | 4.619 (61,1%) | 11.046 (74,8%) |
| Укупно            | 7.560         | 14.758         |